# Attaran
Attaran (Ahtaran) és un riu de Birmània.
Està format per la unió dels rius Zami i Winraw. Desaigua al riu Salween prop de Moulmein. És estret, fondo i segueix un curs nord-oest; és navegable per bots pràcticament tot el seu recorregut. A la rodalia hi ha algunes fonts termals destacant les fonts d'Attaran Rebu.